# Oksana Kryger
Oksana Kryger (* 21. September 1982 als Oksana Vovk in Kiew) ist eine ukrainisch-dänische Schachspielerin. Sie spielte bis 1996 für den ukrainischen und seitdem für den dänischen Schachverband. Im November 2002 erhielt sie den Titel Internationaler Meister der Frauen (WIM).

## Leben
Von der Copenhagen Business School hat Oksana Kryger einen Abschluss in Business Languages und International Communication. Beim dänischen Schachverband ist sie Vorsitzende des Ausschusses für die Entwicklung und Förderung der weiblichen Spieler und Jugendspieler.

## Erfolge

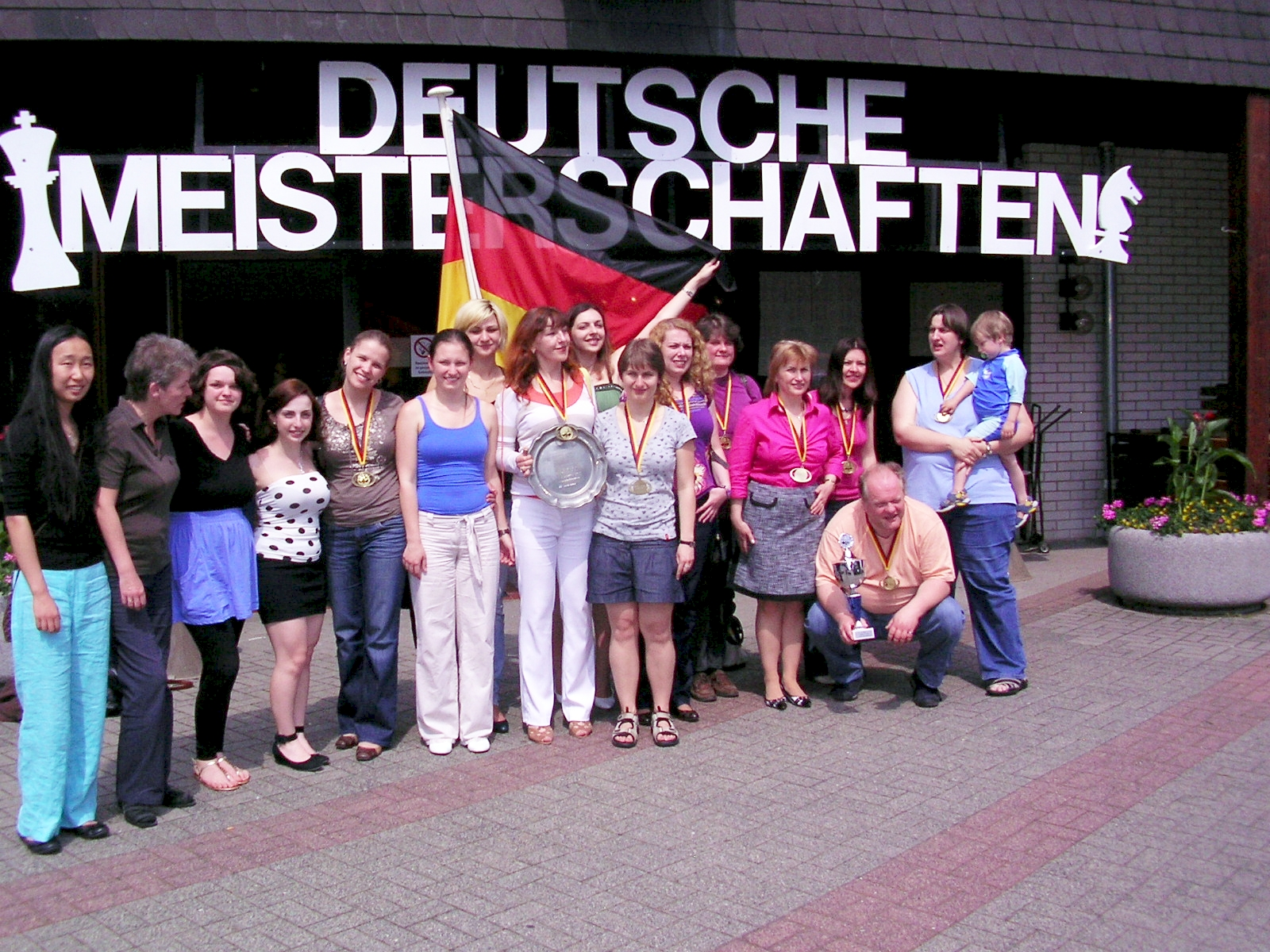
Die Spielerinnen aus Nordrhein-Westfalen mit Oksana Vovk in der vorderen Reihe (rechts neben Anna Dergatschowa-Daus mit Siegesteller), Braunfels 2010.

Mit der dänischen Frauennationalmannschaft nahm sie an sechs Schacholympiaden teil (2000, 2002, 2004, 2006, 2010 und 2012) mit einem individuellen Gesamtergebnis von 30,5 Punkten aus 64 Partien (+20 =21 −23). 2000, 2006, 2010 und 2012 spielte sie dabei am dänischen Spitzenbrett.
In Dänemark spielte sie in der Saison 2008/09 mit dem Næstved Skakklub in der Skakligaen, danach wechselte sie zur Kopenhagener Brønshøj Skakforening, bei der sie in den Saisons 2009/10 und 2011/12 in der Skakligaen zum Einsatz kam. In Deutschland spielte sie Vereinsschach von der Saison 2006/07 bis zur Saison 2013/14, zuerst in der Verbands-Liga Niederrhein für den Duisburger Verein ESV Großenbaum, dann ab der Saison 2009/10 für die Frauenmannschaft des SV Mülheim-Nord, mit der sie von 2010 bis 2014 in der 1. Schachbundesliga der Frauen spielte. 
Für Nordrhein-Westfalen spielend gewann sie die deutsche Frauen-Mannschaftsmeisterschaft der Landesverbände in den Jahren 2008 und 2010. Die Meisterschaften wurden jeweils in Braunfels ausgetragen.